# Херсонская государственная морская академия
Херсонская государственная морская академия (укр. Херсонська державна морська академія) — государственное высшее учебное заведение IV уровня аккредитации, расположенное в городе Херсон, по подготовке специалистов для морского и речного транспорта Украины.
Учебное заведение состоит из трёх структурных подразделений: Профессионально-морского лицея ХГМА, Морского колледжа ХГМА и, собственно , Академии. Учебные планы ХГМА интегрированные, поэтому выпускники как лицея, так и колледжа могут продолжить своё обучение в других структурных подразделениях ХГМА.

## История
7 февраля 1834 в году Херсоне открылось первое на Украине морское учебное заведение.
Целью его создания было обучение молодых людей в первую очередь профессиям навигатора и судоводителя. Также обучали профессии судостроителя.
Под первый набор предоставлялось 24 места. Кандидат должен был уметь читать и писать и быть родом из Херсона, Одессы, Таганрога, Николаева, Феодосии, Измаила, Ростова, Керчи, Евпатории, Рени или Анкермана. Знающим иностранные языки отдавалось предпочтение. 
На протяжении 170 лет Херсонское морское учебное заведение реорганизовывалось 9 раз:
- 1872 — двухразрядное мореходное училище;
- 1879 — трёхразрядное мореходное училище;
- 1903 — каботажная морская школа;
- 1904 — океанская морская школа;
- 1920 — техническая школа морского транспорта;
- 1944 — Морская школа Министерства Торгового флота СССР;
- 26 ноября 1996 — Херсонский Морской Колледж;
- 16 июня 2007 — Херсонский Государственный Морской Институт;
- 12 июня 2011 — Херсонская Государственная Морская Академия.

На протяжении 1872—1917 годов заведение носило имя Императора Александра II, 1970—1996 годы — Лейтенанта Шмидта.

## Общие сведения
Институт готовит специалистов для морского и речного транспорта по направлениям: Судовождение и энергетика судов, Электромеханика, Инженерная механика, Радиотехника, Сварка, Корабли и океанотехника.
Плавательные специальности:
- Судовождение (помощники капитанов)
- Эксплуатация судовых энергетических установок (судомеханики)
- Эксплуатация судового электрооборудования и средств автоматики (электромеханики)

Сроки обучения:
- по уровню «бакалавр» — 4 года (на базе 11 классов) или 3 года (на базе образовательного уровня «младший специалист»);
- по уровню «магистр» — 1,5 года (на базе образовательного уровня «бакалавр»).

Имеются бюджетная и контрактная формы обучения.

## Кафедры
- Управления судном
- Физического воспитания
- Гуманитарных дисциплин
- Транспортных технологий
- Общеинженерной подготовки
- Экономики и морского права
- Естественно-научной подготовки
- Английского языка в судовождении
- Английского языка в судовой энергетике
- Английского языка по подготовке морских специалистов по сокращенной программе
- Эксплуатации судовых энергетических установок
- Cудовождения и электронных навигационных систем
- Инновационных технологий и технических средств судовождения
- Информационных технологий, компьютерных систем и сетей
- Эксплуатации судового электрооборудования и средств автоматики

## Выпускники
За более чем 180-летнюю историю из Херсонского государственного морского института выпустились герои советского союза, генералы, лауреаты государственных премий, начальники портов и прославленные капитаны. Среди них:
- Щедрин, Григорий Иванович
- Дёмин, Леонид Александрович
- Коломейцев, Николай Николаевич
- Колесник, Павел Степанович
- Полковский, Андрей Сергеевич
- Гонтарь, Константин Александрович
- Ткачев, Василий Иванович (Герой Социалистического Труда)
- Печинский, Константин Антонович
- Мезенцев, Георгий Афанасьевич
- Казначеев, Владимир Петрович